# 孔斯坦蒂纳
孔斯坦蒂纳，是西班牙安达卢西亚自治区塞维利亚省的一个市镇。总面积481平方公里，总人口6840人（2001年），人口密度14人/平方公里。